# John Torchetti
John Torchetti (né le 9 juillet 1964 à Boston aux États-Unis) est un entraîneur américain et un joueur professionnel de hockey sur glace qui évoluait au poste de ailier gauche.

## Biographie
Après une carrière de joueur dans les ligues mineures, John Torchetti embrasse une carrière d'entraîneur qu'il débute en 1993 en devenant entraîneur-assistant pour les Monarchs de Greensboro dans l'ECHL. La saison suivante, il remplace en début de saison l'entraîneur des Iguanas de San Antonio qui évoluent dans la Ligue centrale de hockey et accède pour la première fois au poste d'entraîneur en chef. Il mène l'équipe à la finale de la Coupe du Président Ray Miron, finale perdue contre le Thunder de Wichita et remporte le Commissioner's Trophy du meilleur entraîneur de la saison.
L'année suivante, il dirige l'équipe toute la saison et la mène à nouveau à la finale, finale encore perdue, cette fois-ci contre les Blazers d'Oklahoma City. En 1998, il remporte le titre de meilleur entraîneur de la Ligue internationale de hockey alors qu'il dirige les Komets de Fort Wayne. En 1999, il devient assistant pour le Lightning de Tampa Bay dans la Ligue nationale de hockey. En 2002, après avoir dirigé le Rampage de San Antonio, il devient entraîneur-assistant des Panthers de la Floride puis remplace l'entraîneur-chef la saison suivante. En 2005-2006, il effectue un nouveau remplacement, pour les Kings de Los Angeles.
Il est nommé le 15 mai 2007, assistant de Joel Quenneville dans l'équipe des Blackhawks de Chicago. il conserve ce poste durant trois saisons avant de devenir rntraîneur-associé des Thrashers d'Atlanta le 24 juin 2010.
Le 13 février 2016, il est nommé l'entraîneur-chef par intérim du Wild du Minnesota à la suite du congédiement de Mike Yeo.

## Statistiques

### Joueur
| Saison    | Équipe                        | Ligue |    | Saison régulière | Saison régulière | Saison régulière | Saison régulière | Saison régulière |    | Séries éliminatoires | Séries éliminatoires | Séries éliminatoires | Séries éliminatoires | Séries éliminatoires |
| Saison    | Équipe                        | Ligue | PJ | B                | A                | Pts              | Pun              | PJ               | B  | A                    | Pts                  | Pun                  |                      |                      |
| 1984-1985 | Pioneers de Plattsburgh       | LHJMQ | 8  | 2                | 3                | 5                | 2                | --               | -- | --                   | --                   | --                   |                      |                      |
| 1984-1985 | Thunderbirds de la Caroline   | ACHL  | 64 | 44               | 42               | 86               | 73               | 10               | 8  | 6                    | 14                   | 9                    |                      |                      |
| 1985-1986 | Thunderbirds de la Caroline   | ACHL  | 61 | 51               | 42               | 93               | 55               | 11               | 5  | 13                   | 18                   | 16                   |                      |                      |
| 1986-1987 | Lancers de la Virginie        | ACHL  | 24 | 18               | 18               | 36               | 63               | --               | -- | --                   | --                   | --                   |                      |                      |
| 1986-1987 | Thunderbirds de la Caroline   | ACHL  | 27 | 21               | 30               | 51               | 27               | 5                | 1  | 3                    | 4                    | 12                   |                      |                      |
| 1987-1988 | Thunderbirds de la Caroline   | AAHL  | 49 | 63               | 71               | 134              | 134              | 7                | 4  | 3                    | 7                    | 16                   |                      |                      |
| 1988-1989 | Thunderbirds de la Caroline   | ECHL  | 30 | 16               | 26               | 42               | 46               | 11               | 5  | 5                    | 10                   | 20                   |                      |                      |
| 1988-1989 | Whalers de Binghamton         | LAH   | 10 | 3                | 2                | 5                | 0                | --               | -- | --                   | --                   | --                   |                      |                      |
| 1989-1990 | Thunderbirds de Winston-Salem | ECHL  | 47 | 23               | 21               | 44               | 82               | 4                | 1  | 0                    | 1                    | 2                    |                      |                      |
| 1990-1991 | Thunderbirds de Winston-Salem | ECHL  | 47 | 19               | 22               | 41               | 35               | --               | -- | --                   | --                   | --                   |                      |                      |

### Entraîneur
| Saison    | Équipe                 | Ligue |    | PJ | V  | D  | N | DP     | %V                    | Séries éliminatoires |
| --------- | ---------------------- | ----- | -- | -- | -- | -- | - | ------ | --------------------- | -------------------- |
| 1994-1995 | Iguanas de San Antonio | LCH   | 58 | 32 | 18 | 8  | 0 | 62,1 % | Finalistes            |                      |
| 1995-1996 | Iguanas de San Antonio | LCH   | 64 | 39 | 17 | 0  | 8 | 67,2 % | Finalistes            |                      |
| 1996-1997 | Komets de Fort Wayne   | LIH   | 58 | 22 | 34 | 0  | 2 | 39,7 % | Non qualifiés         |                      |
| 1997-1998 | Komets de Fort Wayne   | LIH   | 82 | 47 | 29 | 0  | 6 | 61,0 % | Éliminés en 1re ronde |                      |
| 2002-2003 | Rampage de San Antonio | LAH   | 65 | 30 | 23 | 10 | 2 | 55,4 % |                       |                      |
| 2003-2004 | Panthers de la Floride | LNH   | 27 | 10 | 12 | 4  | 1 | 46,3 % | Non qualifiés         |                      |
| 2005-2006 | Kings de Los Angeles   | LNH   | 12 | 5  | 7  | 0  | 0 | 41,7 % | Non qualifiés         |                      |